# شکل‌موج

شکل‌موج‌های سینوسی، مربعی، مثلثی، و دندان‌اره‌ای

در الکترونیک، صوت‌شناسی و زمینه‌های مرتبط، شکل‌موج یک سیگنال به شکل نمایش هندسی به‌صورت تابعی از زمان، مستقل از زمان و مقیاس اندازه و هرگونه جابجایی در زمان است.

## مثال‌ها
مثال‌های ساده از شکل‌موج‌های تناوبی شامل موارد زیر است، در این‌جا {\displaystyle t} زمان، {\displaystyle \lambda } طول‌موج، {\displaystyle a} دامنه و {\displaystyle \phi } فاز است:
- موج سینوسی {\displaystyle (t,\lambda ,a,\phi )=a\sin {\frac {2\pi t-\phi }{\lambda }}}. دامنه شکل‌موج با توجه به زمان از تابع مثلثاتی سینوسی پیروی می‌کند.
- موج مربعی {\displaystyle (t,\lambda ,a,\phi )={\begin{cases}a,&(t-\phi ){\bmod {\lambda }}<{\text{duty}}\\-a,&{\text{otherwise}}\end{cases}}}. این شکل موج معمولاً برای نمایش اطلاعات دیجیتال استفاده می‌شود. یک موج مربعی از دوره تناوب ثابت شامل هارمونیک‌های فرد است که در ۶- دسی‌بل/اکتاو کاهش می‌یابد.
- موج مثلثی {\displaystyle (t,\lambda ,a,\phi )={\frac {2a}{\pi }}\arcsin \sin {\frac {2\pi t-\phi }{\lambda }}} . شامل هارمونیک‌های فرد است که در ۱۲- دسی‌بل/اکتاو کاهش می‌یابد.
- موج دندان‌اره‌ای {\displaystyle (t,\lambda ,a,\phi )={\frac {2a}{\pi }}\arctan \tan {\frac {2\pi t-\phi }{2\lambda }}}. همانند دندان یک اره است. اغلب در مبناهای زمانی برای پویش صفحهٔ نمایش یافت می‌شود. این به عنوان نقطه شروع برای کاهنده تلفیقی استفاده می‌شود، به عنوان یک موج دندان‌اره‌ای از دوره تناوب ثابت حاوی هارمونیک‌های فرد و زوج است که در ۶- دسی‌بل / اکتاو کاهش می‌یابد.

## برای مطالعهٔ بیشتر
- Yuchuan Wei, Qishan Zhang. Common Waveform Analysis: A New And Practical Generalization of Fourier Analysis. Springer US, ۳۱ اوت ۲۰۰۰
- Hao He, Jian Li, and Petre Stoica. Waveform design for active sensing systems: a computational approach. Cambridge University Press, 2012.
- Solomon W. Golomb, and Guang Gong. Signal design for good correlation: for wireless communication, cryptography, and radar. Cambridge University Press, 2005.
- Jayant, Nuggehally S and Noll, Peter. Digital coding of waveforms: principles and applications to speech and video. Englewood Cliffs, NJ, 1984.
- M. Soltanalian. Signal Design for Active Sensing and Communications. Uppsala Dissertations from the Faculty of Science and Technology (printed by Elanders Sverige AB), 2014.
- Nadav Levanon, and Eli Mozeson. Radar signals. Wiley. com, 2004.
- Jian Li, and Petre Stoica, eds. Robust adaptive beamforming. New Jersey: John Wiley, 2006.
- Fulvio Gini, Antonio De Maio, and Lee Patton, eds. Waveform design and diversity for advanced radar systems. Institution of engineering and technology, 2012.
- John J. Benedetto, Ioannis Konstantinidis, and Muralidhar Rangaswamy. "Phase-coded waveforms and their design." IEEE Signal Processing Magazine, 26.1 (2009): 22–31.